# Vajra

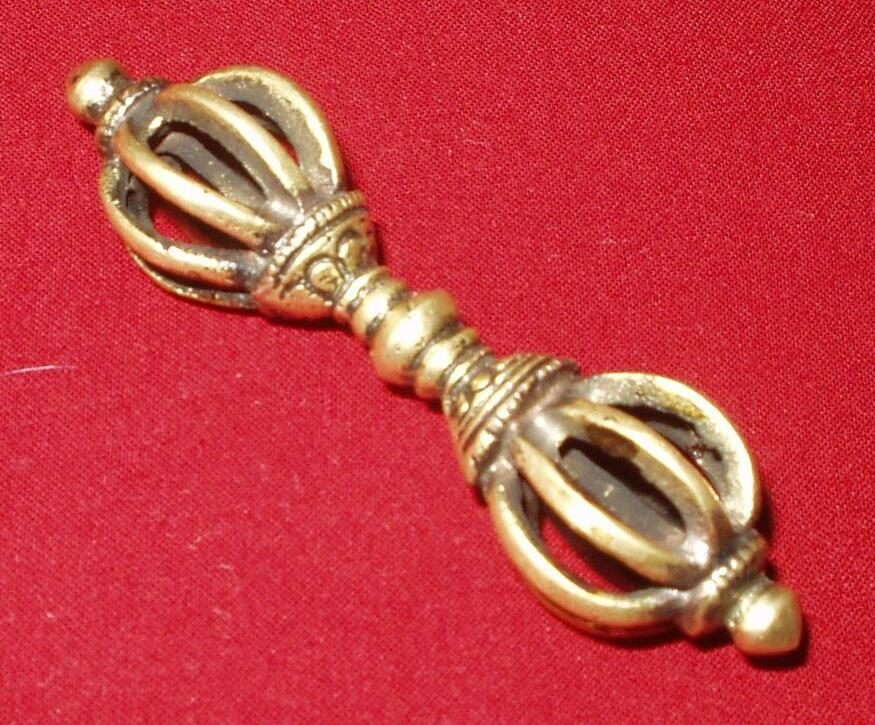
Vajra

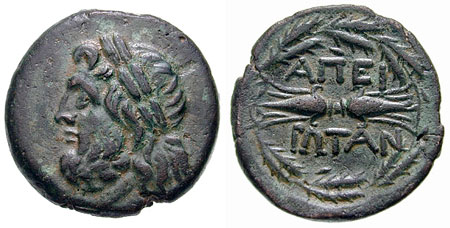
Zeus und Donnerkeil – Münze aus Epirus (ca. 200 v. Chr.)

Der Vajra („wadschra“) oder Dorje („dordscheh“) (Sanskrit वज्र vajra; tibetisch རྡོ་རྗེ Dorje, Wylie rdo rje; chinesisch 金剛 jīngāng; japanisch 金剛 kongō), umschrieben als Donnerkeil, Diamantzepter, Donnerkeilzepter, Blitzstrahl, Blitzbündel, ist ein buddhistisches Ritualobjekt. Er ist das essentielle Symbol des Vajrayana; der Begriff Vajra gibt diesem seinen Namen, auch wird er in vielerlei Zusammenhängen zur tantrischen Lehre Buddhas gebraucht. So zum Beispiel werden viele Gottheiten als Vajra-Gottheiten bezeichnet, viele Merkmale und Eigenschaften oder Zustände als Vajra-Merkmale oder -Zustände usw.

## Übersetzung
Sanskrit vajra bedeutet „hart“ oder „mächtig“. Die tibetische Entsprechung dorje bezeichnet den „König der Steine“ mit seinen unzerstörbaren Eigenschaften; seiner unzerstörbaren Härte und seiner unzerstörbaren Strahlkraft. Er steht im Buddhismus für die „wahre Wirklichkeit“. Wie der Diamant ist diese Leere unzerstörbar, d. h. unvergänglich, da „ungeworden“. Die makellose Reinheit und Durchsichtigkeit des Diamanten symbolisiert die – trotz aller Erscheinungen – vollkommene Makellosigkeit der Leere. Im Hinduismus erzählt ein Mythos, dass der Blitzstrahl Indras oder sein Donnerkeil Vajra, der aus den Knochen des Rishi Dadhichi gemacht sein soll, eine kreisförmige Waffe mit einem Loch in der Mitte sei. Mit diesem soll er entweder seine Feinde erschlagen oder seine gefallenen Krieger wieder zum Leben erwecken.

## Geschichte
Bereits der babylonische Gott Marduk trägt in einigen Darstellungen ein doppelseitiges Blitzbündel in Händen; in der griechischen Mythologie ist es das wichtigste Attribut des Göttervaters Zeus.

## Material
Ursprünglich soll ein Vajra physisch aus dem „Eisen des Himmels“ (tib.: gnam.lcags.) hergestellt werden. Ein Meteorit, also ein Stein der vom Himmel fällt, der aus dem Nichts als Sternschnuppe oder Feuerball auf die Erde herniederbrennt, um dort als Metall sich bis unter die Erde zu bohren, ist ein passendes Bild für die Natur des Vajra als Untrennbarkeit von Leerheit und Form. Nach der Lehre tauchen Meteoriten „häufig in der Mitte von Hagelstürmen, also von Unwettern auf, bei denen wie Pfeile elektrische Entladungen auf die Erde brennen, mit Temperaturen, die heißer als die der Sonnen sind, um in der Erde das Himmelsmetall zu hinterlassen.“ Dieses Objekt Vajra wird daher als Waffe analog zu den Gewalten der Natur gesehen. Daher wird der aus Meteorit hergestellte Vajra als Objekt mit besonderen Qualitäten angesehen; heutzutage wird zumindest in den Vajras besserer Qualität ein Teil dieser Substanz zur Herstellung noch mit verwendet.

## Symbolik

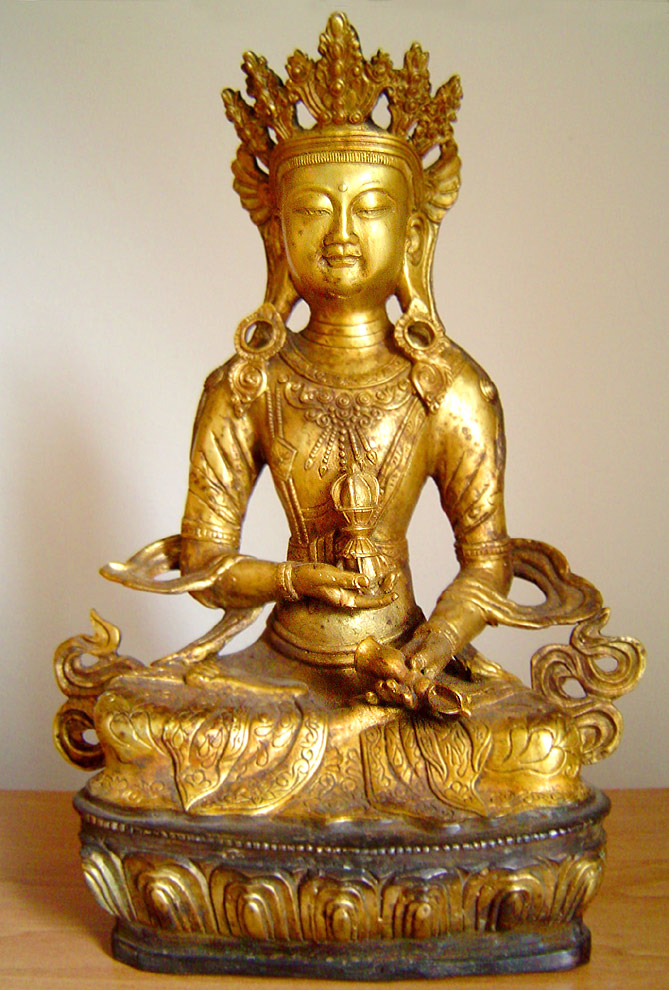
Vergoldete Statue des Buddha Vajrasattva mit einem Vajra in der rechten und einer Glocke (Sanskrit ghanta) in der linken Hand

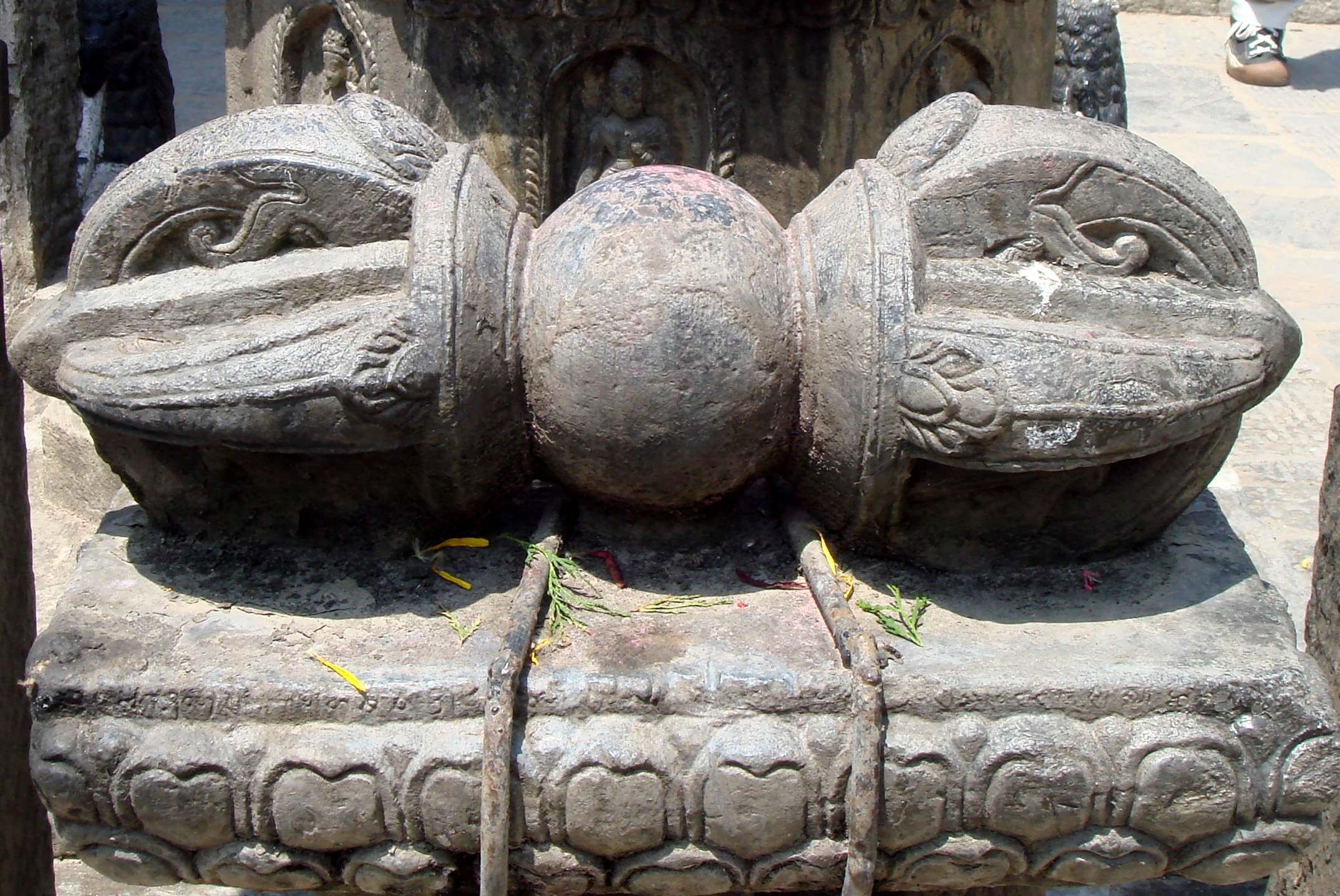
Steinerner Vajra in Patan, Nepal

Gemäß der Sichtweise der buddhistischen Lehre symbolisiert der Vajra die unzerbrechlichen Qualitäten von Diamanten, die unzerstörbare Kraft eines Donnerkeils und die untrennbare Klarheit des Raumes.
Er symbolisiert zentral die Undurchdringbarkeit, Unaufbrechbarkeit, Unteilbarkeit, Unzerstörbarkeit usw. der Erleuchtung, des Buddhazustandes als Vajra-Geist.
Als Hauptsymbol der Erleuchtung repräsentiert er die untrennbaren Perfektionen der Weisheiten der fünf Buddhafamilien, sowie das Ziel der Körper der Weisheiten dieser fünf Familien. Der neunspeichige Vajra symbolisiert die fünf Buddhas der fünf Richtungen, sowie deren Gefährtinnen. Auch symbolisiert er die neun Yanas oder Wege, wobei jeweils das Zentrum und die acht Richtungen gezählt werden.

## Gebrauch
In den indischen Veden wird der Vajra um 500 bis 1000 v. Chr. als eine tödliche Waffe aus Metall beschrieben, die zu den Attributen Indras, des Herrn der Götter, gehört. Vorgestellt wird der Vajra als Metallstab mit hunderten oder tausenden von Speichen. Historisch ist der Gebrauch des Vajra sowohl als Waffe als auch als Zepter überliefert; als Waffe wurde er wohl geworfen oder geschwungen, und als Zepter ist die Ähnlichkeit zu den königlichen Symbolen des Westens unübersehbar. Walter Slaje (2022) nimmt an, dass im Rigveda unter vájra eine Schleuderwaffe verstanden wurde, die aus einem Schleuderriemen und einem geschleuderten Projektil aus Bleierz mit besonders großer Reichweite und hoher Durchschlagskraft bestand, analog zu den Steingeschossen und Schleuderbleien des Alten Orients und der Antike.

## Darstellung
Der Vajra ist das vorherrschende Attribut bei allen Darstellungen von Gottheiten bzw. Yidams des Vajrayana; bei friedvollen Gottheiten ist er ein Zepter und eine unzerstörbare Waffe bei zornvollen Gottheiten. Der Vajra symbolisiert das männliche Prinzip, die Methode oder die „geschickten Mittel“ (englisch skilful means), der mit der rechten oder männlichen Hand gehalten wird. Er wird in der tibetischen Kultmusik meist zusammen mit einer Stielhandglocke (skt.: ghanta; tib.: dril bu) verwendet, die Weisheit symbolisiert und mit der linken oder weiblichen Hand gehalten wird. Ihr gemeinsames Auftreten, ihre gemeinsame Verwendung repräsentiert die perfekte Vereinigung von „Geschicklichkeit in den Mitteln“ und Weisheit. Der Gebrauch des Vajras und des Begriffes zieht sich durch alle Ebenen buddhistischer Philosophie und Praxis und ist untrennbar Teil der gesamten Lehre.
Ein Vajra wird dargestellt mit drei, fünf oder neun Speichen. Die fünf- oder neunspeichigen Versionen sind die gebräuchlichsten in den tantrisch buddhistischen Traditionen.
Der fünfspeichige Vajra wird als Symbol bei zahllosen Ritualobjekten verwendet; so findet er sich auch als Ornament etwa bei Kilas (Phurbas), Haumessern und Ritualstäben wieder.